# Molly Seidel
Molly Seidel   (Wisconsin, Estats Units, 12 de juliol de 1994) és una atleta estatunidenca especialitzada en les proves de llarga distància. Ha participat en 1 Olimpíada, guanyant la medalla de bronze en els Jocs Olímpics de Tòquio 2020.

## Marques personals
| Disciplina    | Marca    | Seu      | Data                |
| ------------- | -------- | -------- | ------------------- |
| 5.000 metres  | 15:15.21 | Alabama  | 11 de març de 2016  |
| 10.000 metres | 32:02.19 | Portland | 28 de maig de 2021  |
| Marató        | 2:23:07  | Chicago  | 8 d'octubre de 2023 |

## Trajectòria professional
| Jocs Olímpics | Jocs Olímpics | Jocs Olímpics | Jocs Olímpics |
| Any           | Seu           | Posició       | Prova         |
| ------------- | ------------- | ------------- | ------------- |
| 2020          | Tòquio        | 3             | Marató        |